# Interkalation (litteratur)
Interkalation (latin: intercalatio, att tillföra, infoga eller skjuta in) är en berättarteknik inom litteraturen som används för att växelvis skildra två samtidigt pågående handlingar. Tekniken har också benämnts inskjutningsteknik (engelska: Sandwich technique), enär författaren låter två berättelser fortgå samtidigt genom att den ena berättelsen delas och den andra infogas emellan.
Det finns många exempel i den antika litteraturen där inskjutningsteknik används, exempelvis i Homeros Odysséen och Iliaden. Tekniken tillämpas också i vissa av skrifterna i den Hebreiska Bibeln som i Hosea och i Andra Samuelsboken, och den är vanlig i Markusevangeliet i Nya testamentet.
Eftersom denna teknik är så vanlig i Markusevangeliet har den ofta benämnts ”markinsk sandwich”, det vill säga Markusevangeliets författares teknik att ”sticka emellan med” eller ”skjuta in” en berättelse i en annan.

## Tekniker nyttjade avMarkusevangelietsförfattare
Markusevangeliets författare avbryter ofta handlingen i en berättelse, en perikop, för att flika in en annan berättelse som vid första anblick inte verkar ha något samband med den första berättelsen. Det innebär att vi får vänta med att höra upplösningen på den första berättelsen till efter att den infogade berättelsen är klar. Samtidigt ges ett intryck av att den första berättelsen hela tiden pågår i bakgrunden medan den infogade berättelsen återges och att båda berättelserna därmed pågår samtidigt. I en interkalation har ingen av berättelserna börjat förrän båda har börjat, och är ingen av berättelserna avslutad förrän båda är avslutade.
Varje exempel hos Markus innehåller en längre, vanligtvis berättande, enhet av material bestående av två episoder (A och B) som återges i tre stycken (eller perikoper) efter schemat A1–B–A2 där B-episoden utgör en fristående berättelse. För att slutföra berättelsen krävs båda A-episoderna. B-episoden framställs som en sammanhållen berättelse, dock inte av större längd än att läsaren förmår länka A2 med A1. Vidare innehåller A2 i början normalt också en anspelning tillbaka på A1 genom att teman eller namn från A1 upprepas. Tom Shepherd, identifierar ytterligare en omständighet, nämligen att i första eller andra meningen av A2-berättelsen introduceras som regel en ny gestalt i berättelsen, eller namnges en grupp som tidigare introducerats i A1-berättelsen. Shepherd menar också att det alltid är olika gestalter som förekommer i de inre (B) och de yttre (A1 och A2) berättelserna frånsett Jesus och lärjungarna, och ifall lärjungarna förekommer i båda har de endast en undanskymd roll. Detta litterära stilgrepp har hos Markus till synes alltid teologiska avsikter. James R. Edwards menar att B-berättelsen nästan alltid innehållen nyckeln till att tolka berättelsen.
Det förekommer viss oenighet bland forskare om på vilket sätt detta litterära fenomen tar sig uttryck och därmed vad som ska och inte ska räknas som en interkalation. Det är inte alltid självklart om en berättelse innehåller ett inskott som är att betrakta som en interkalation. Men i stort är man överens om att fem enheter hos Markus kan ses som klassiska interkalationer, och oftast också en sjätte rörande Petrus förnekelse, nämligen:
1. Markus 3:20-35: A1 Jesus anhöriga försöker omhänderta honom (v. 20–22) – B De skriftlärda anklagar Jesus för att vara besatt av Beelsebul (v. 22–30) – A2 Jesus familj söker honom (v. 31–35).
2. Markus 5:21-43: A1 Jairos bönfaller Jesus att rädda hans dotter (v. 21–24) – B Kvinnan med hemorrojder nuddar vid Jesus (v. 25–34) – A2 Jesus uppväcker Jairos dotter från de döda (v. 35–43).
3. Markus 6:7-30: A1 Jesus utsänder de tolv (v. 7–13) – B Johannes döparens död (v. 14–29) – A2 De tolv återkommer (v. 30).
4. Markus 11:12-21: A1 Jesus förbannar fikonträdet (v. 12–14) – B Jesus rensar templet (v. 15–19) – A2 Fikonträdet har förtorkat (v. 20–21).
5. Markus 14:1-11 : A1 Planer på att förråda och döda Jesus (v. 1–2) – B Jesus smörjs i Bethania (v. 3–9) – A2 Judas Iskariot går med på att förråda Jesus (v. 10–11).
6. Markus 14:53-72: A1 Petrus följer Jesus till översteprästens gård (v. 53–54) – B Jesus förhörs och döms inför Sanhedrin (v. 55–65) – A2 Petrus förnekar Jesus (v. 66–72).

Edwards anser att åtminstone nio berättelser bör ses som interkalationer, då utöver dessa sex också:
1. Markus 4:1-20 A1 Liknelsen om sådden (v. 1–9) – B liknelsernas syfte (v. 10–12) – A2 tolkningen av liknelsen (v. 13–20).
2. Markus 14:17-31 A1 Jesus förutsäger att han ska förrådas (v. 17–21) – B den sista måltiden (v. 22–25) – A2 Jesus förutsäger Petrus förnekelse (v. 26–31).
3. Markus 15:40-16:8 A1 kvinnorna vid korset (v. 15:40–41) – B Josef från Arimataia begär att få Jesu kropp (v. 15:42–47) – A2 kvinnorna vid den tomma graven (v. 16:1–8).[17]

I en ideal markinsk interkalation, exempelvis Mark 5:21–43 om Jairos dotter och kvinnan med hemorrojderna, utgör den infogade B-episoden nästan alltid normen utifrån vilken det flankerande materialet ska tolkas teologiskt. Kvinnan med hemorrojderna i B-episoden är ett bevis på hur tro på och tillit till Jesus kan förvandla rädsla och förtvivlan till hopp och frälsning. Denna insikt avser författaren av Markusevangeliet att förmedla till Jairos och därmed också till sina läsare. Ett annat exempel är Mark 14:53–72. Petrus förnekar Jesus tre gånger innan tuppen hunnit gala två gånger. Men mitt i denna episod har Markus infogat rättegången mot Jesus. Petrus följer Jesus till översteprästens gård men förnekar honom inte förrän Jesus är dömd. Det mod Jesus uppvisar genom sin djärva bekännelse får sin tydliga teologiska kontrast i Petrus samtidiga fega förnekande. Petrus förnekande av Jesus är dessutom det första inte dolda förnekandet av Jesus, därtill av den främste lärjungen, och samtidigt som Jesus i sin djupaste förnedring och svaghet öppet medger vem han är.
John Dart menar att Markus i de sex allmänt erkända interkalationerna använder tekniken som ironi för att rikta kritik mot den judiska religiösa överheten, och framför allt för att avfärda Jesus familj och förtala hans närmaste följeslagare. Vissa menar också att A- och B-berättelserna har en ömsesidig, oftast teologisk, tolkningsfunktion, så att de berikar varandra. De innehåller också många upprepningar av ord för att läsaren verkligen ska förstå att styckena hör samman och ska tolkas tillsammans. Robert M. Fowler menar att denna teknik är ämnad att väcka läsarens insikt om att även andra partier har ett samband med varandra. Meningen är således att förmå läsaren att upptäcka mönster i berättelsen, mönster som enbart läsaren och inte personerna i berättelsen själva förmår uppfatta.